# Brasilaphthona cryptomorpha
Brasilaphthona cryptomorpha es un coleóptero de la familia Chrysomelidae.
Fue descrita científicamente por primera vez en 1997 por Bechyne.